# Шишкин, Алексей Семёнович
Алексей Семёнович Шишкин (ок. 1727 — 18.06.1781) — российский военный и государственный деятель, с 1778 правитель Костромского наместничества.
Происходил из старинного дворянского рода. Отец — майор, затем коллежский советник Семён Михайлович Шишкин (ок.1680 — после 1741), помещик в Московском, Рязанском, Новосильском, Галицком, Ярославском, Ряжском уездах (700 душ).
С 1741 на военной службе. Участник Семилетней (1756—1663) и русско-турецкой (1768—1774) войн.
С 1763 генерал-провиантмейстер-лейтенант (подполковничий чин) в Риге.
В 1777—1778 генерал-майор Главной провиантской канцелярии Главного кригс-комиссариата.
С 5 сентября 1778 первый правитель Костромского наместничествa, образованного из Костромской провинции Московской губернии и Галицкой провинции Архангелогородской губернии. Занимал эту должность до своей смерти, последовавшей 18 июня 1781 года.
Дочь — Варвара. Сын — Сергей, витебский губернатор?